# Tinea squalida
Tinea squalida är en fjärilsart som beskrevs av László Anthony Gozmány. Tinea squalida ingår i släktet Tinea och familjen äkta malar. Inga underarter finns listade i Catalogue of Life.